# Francesco Chicchi
Francesco Chicchi (né le 27 novembre 1980 à Camaiore, dans la province de Lucques, en Toscane) est un coureur cycliste italien. Champion du monde espoir en 2002 à Zolder, il a été professionnel de 2003 à 2016.

## Biographie

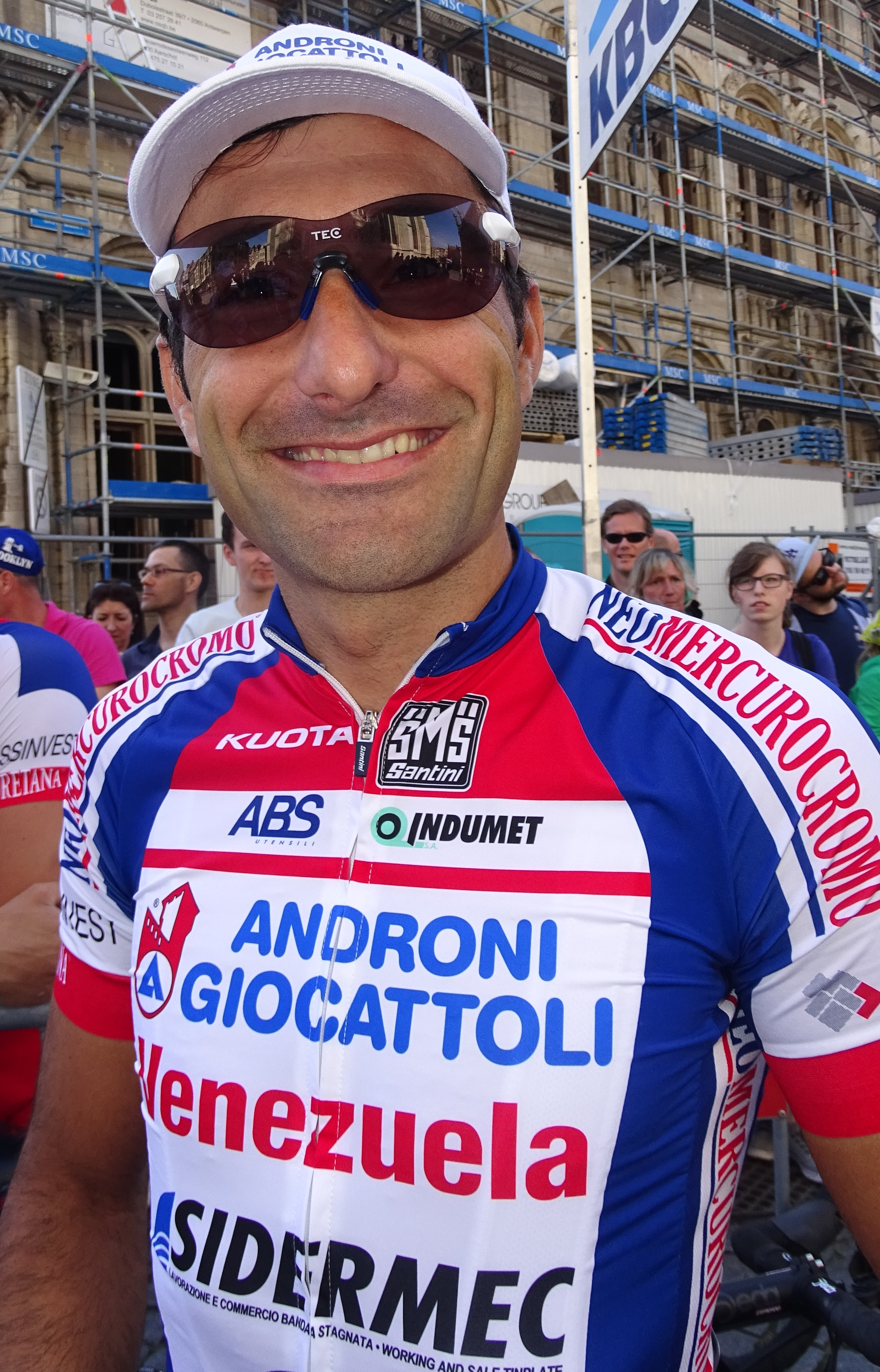
Francesco Chicchi lors du départ de la Flèche brabançonne 2015 à Louvain.

Après avoir été champion du monde espoirs sur route en 2002, il commence, en 2003, sa première année chez les professionnels avec l'équipe Fassa Bortolo. En 2007, il intègre l'équipe Liquigas. Il finit notamment 2e de Paris-Tours. Il reste dans cette équipe jusqu'en 2010, gagnant des étapes sur Tirreno-Adriatico, le Tour de Catalogne ou encore le Tour Down Under. En 2011, il revient dans l'équipe de Patrick Lefevere, Quick Step, après y avoir déjà couru en 2006.
Il signe pour la saison 2013 dans l'équipe Vini Fantini-Selle Italia.
En début d'année 2017, faute de trouver un nouvel employeur après la fin de son contrat avec Androni Giocattoli-Sidermec, il décide d'arrêter sa carrière.

## Palmarès et classements mondiaux

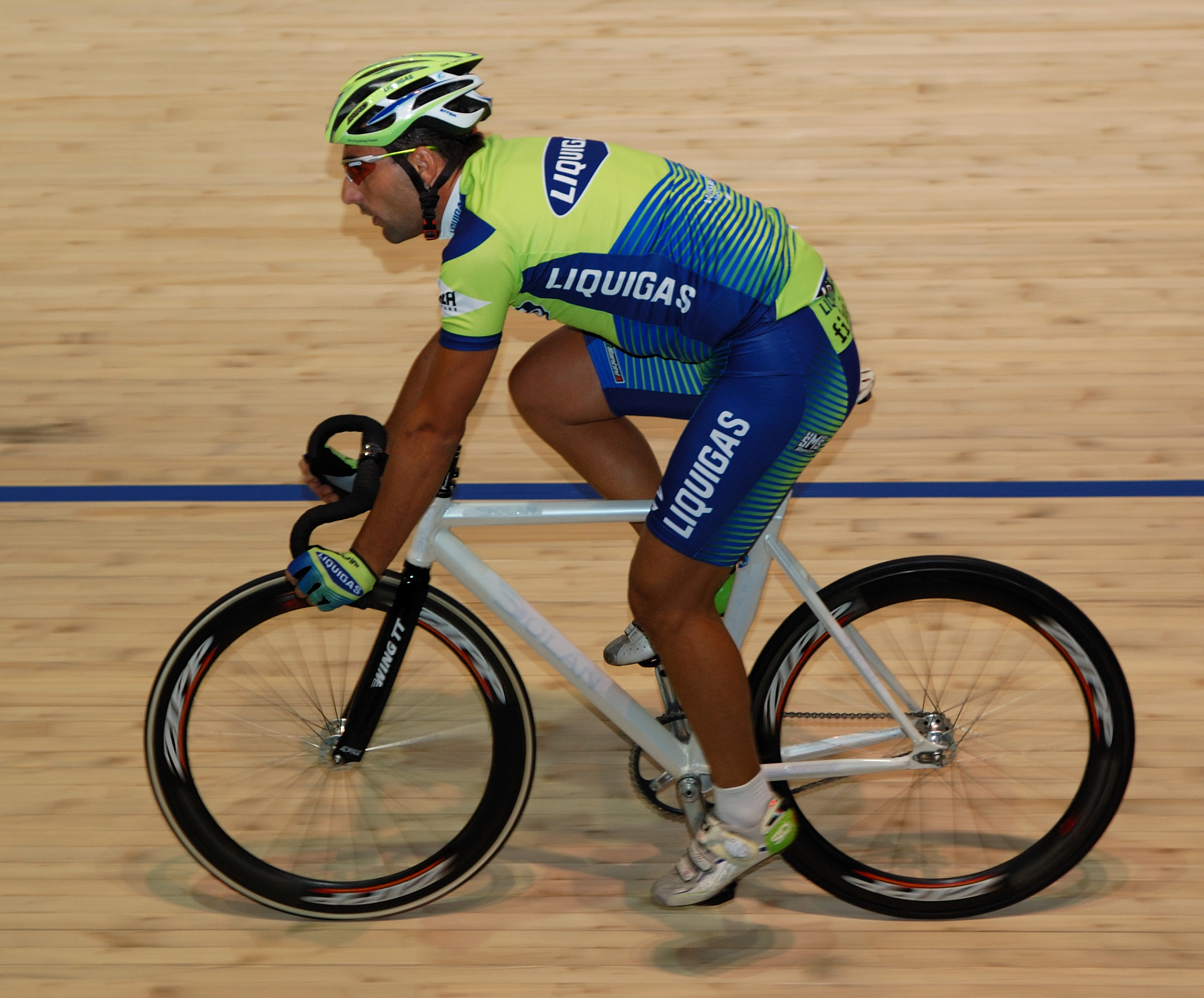
Au vélodrome de Manchester en octobre 2007.

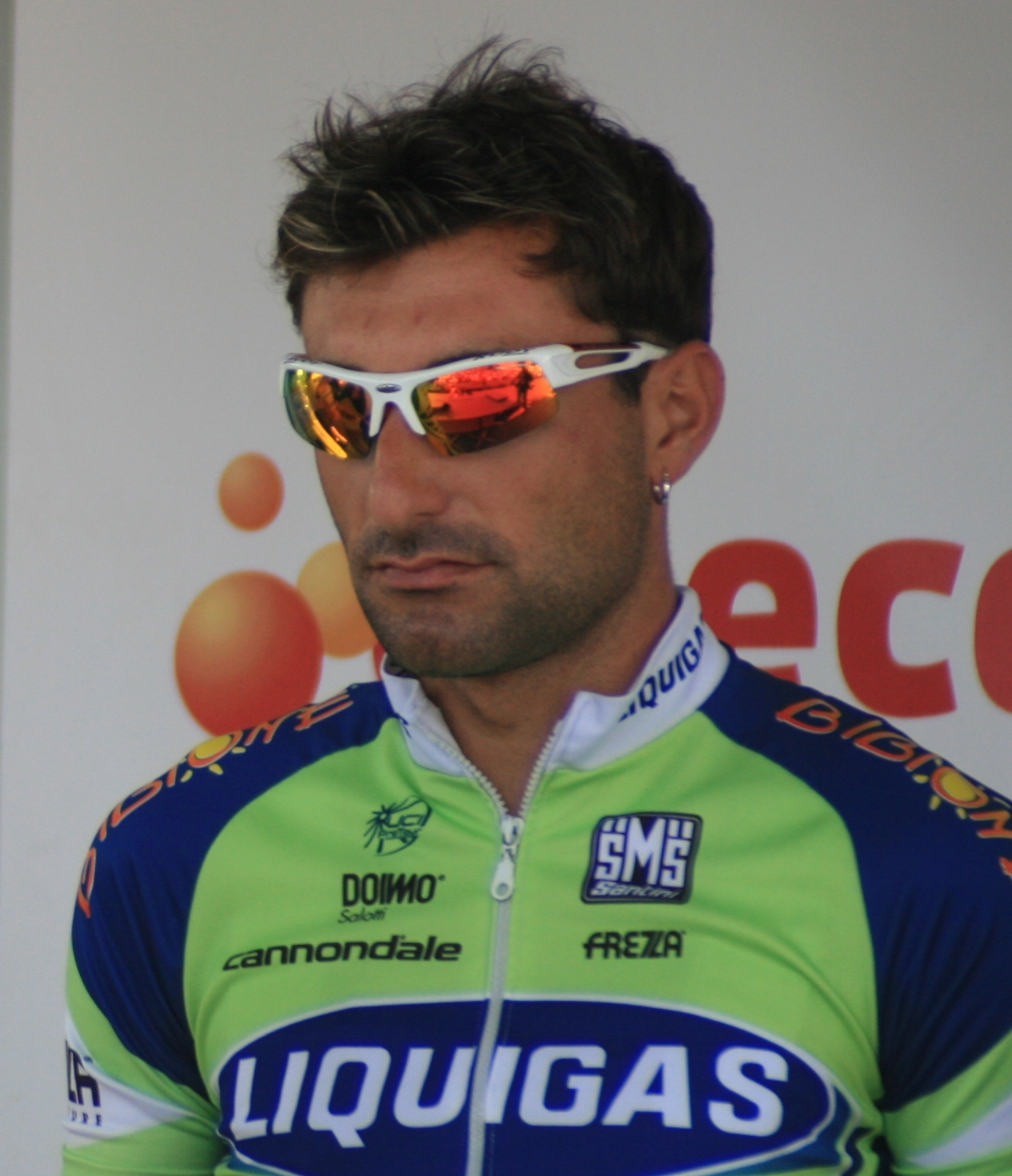
Francesco Chicchi à l'Eneco Tour 2008.

### Palmarès amateur
- 2000
  - Trofeo Maurizio e Bruno Stagni
  - 3e du Gran Premio Fiera del Riso
- 2001
  - Mémorial Giuseppe Polese
  - Giro della Valcavasia
  - Gran Premio Site
- 2002
  -  Champion du monde sur route espoirs
  - Circuito di Paderno di Ponzano Veneto
  - La Popolarissima
  - Coppa Mario Menozzi
  - Vicence-Bionde
  - 7eb étape du Girobio
  - Gran Premio Fiera del Riso
  - Memorial Fregonese

### Palmarès professionnel
- 2004
  - 3e de l'International Grand Prix Doha
  - 3e du Tour du Piémont
- 2005

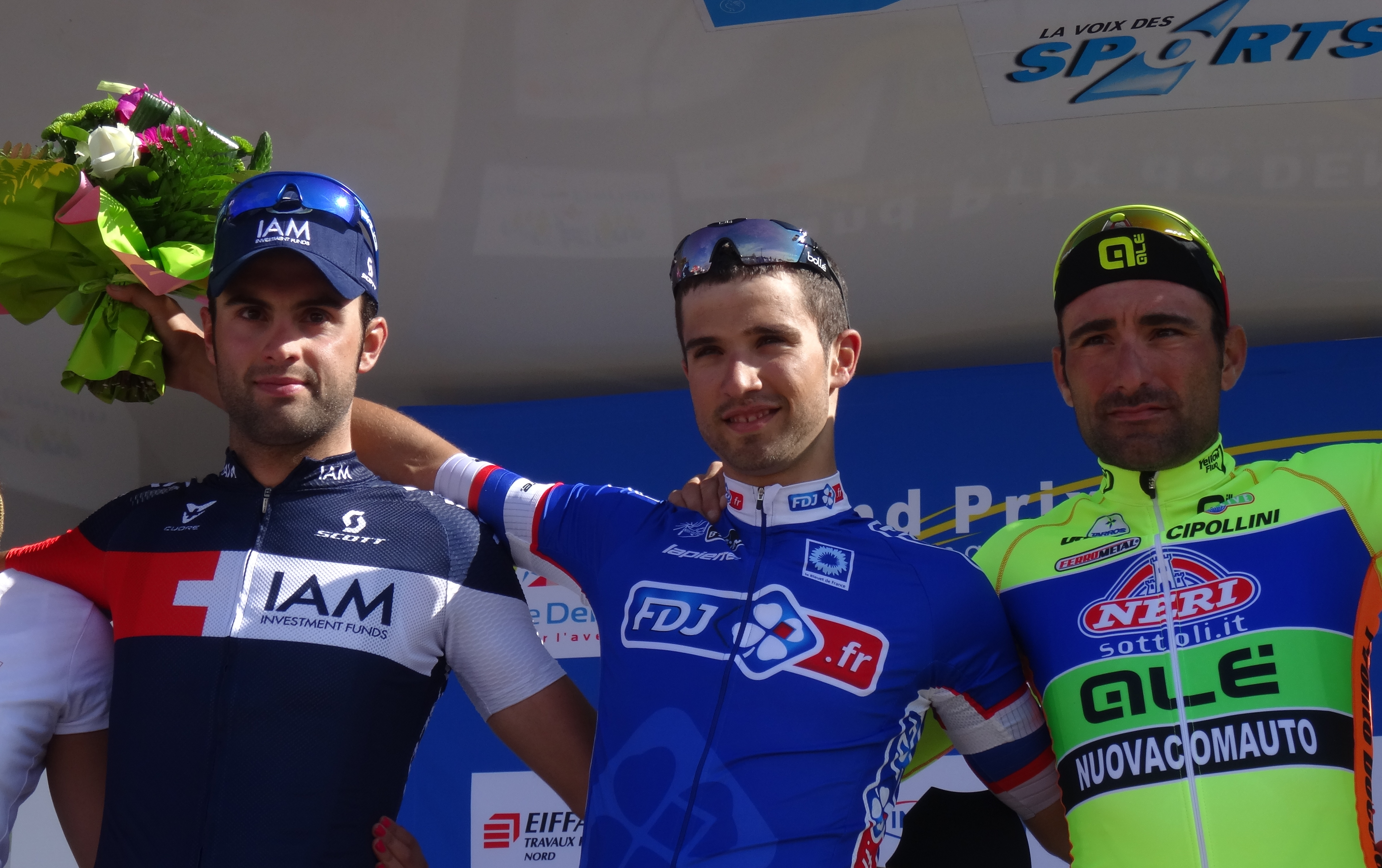
Podium de l'édition 2014 du Grand Prix de Denain : Matteo Pelucchi (2e), Nacer Bouhanni (1er) et Francesco Chicchi (3e).

  - 1reb étape de la Semaine internationale Coppi et Bartali (contre-la-montre par équipes)
  - 3e du Grand Prix de la côte étrusque
- 2006
  - 1re étape des Trois Jours de Flandre-Occidentale
  - 1re étape des Quatre Jours de Dunkerque
  - 5e étape du Tour de Grande-Bretagne
- 2007
  - 4e étape du Brixia Tour
  - 1re et 4e étapes du Tour du Danemark
  - 2e de Paris-Tours
- 2008
  - 7e étape de Tirreno-Adriatico
  - 1rea, 1reb (contre-la-montre par équipes) et 4e étapes de la Semaine internationale Coppi et Bartali
  - 5e étape du Tour de Catalogne
  - 4e étape du Tour de Slovénie
  - 7e étape du Tour du Missouri
  - 2e du Tour de Toscane
  - 2e du Grand Prix de la côte étrusque
- 2009
  - 6e étape du Tour Down Under
  - 6e étape du Tour du Missouri
- 2010
  - 1re étape du Tour de San Luis
  - 4e et 6e étapes du Tour du Qatar
  - 1rea et 1reb (contre-la-montre par équipe) étapes de la Semaine internationale Coppi et Bartali
  - 4e étape du Tour de Californie
  - 4e étape du Tour de Slovénie
  - Grand Prix de Modène
- 2011
  - 2e de la Gullegem Koerse
- 2012
  - 1re et 2e étapes du Tour de San Luis
  - 1re étape des Trois Jours de Flandre-Occidentale
  - Nokere Koerse
  - Handzame Classic
- 2013
  - 4e et 10e étapes du Tour de Langkawi
  - Riga Grand Prix
  - Jurmala Grand Prix
  - 3e de la Châteauroux Classic de l'Indre

- 2014
  - 1re, 7e et 10e étapes du Tour du Venezuela
  - 3e du Grand Prix de Denain
- 2015
  - 3e étape de la Semaine internationale Coppi et Bartali
  - 6e étape du Tour du Venezuela
- 2016
  - 1re étape des Boucles de la Mayenne

### Résultats sur les grands tours

#### Tour de France
1 participation
- 2008 : hors-délais à la 16e étape

#### Tour d'Italie
4 participations
- 2011 : abandon (14e étape)
- 2012 : abandon (19e étape)
- 2013 : non-partant (9e étape)
- 2014 : non-partant (9e étape)

#### Tour d'Espagne
1 participation
- 2007 : abandon (9e étape)

### Classements mondiaux
| Année                  | 2007 | 2008 | 2009 | 2010 | 2011 | 2012 | 2013 | 2014 | 2015 |
| ---------------------- | ---- | ---- | ---- | ---- | ---- | ---- | ---- | ---- | ---- |
| Classement ProTour     | 68e  | 117e |      |      |      |      |      |      |      |
| Calendrier mondial UCI |      |      | 173e | 276e |      |      |      |      |      |
| UCI World Tour         |      |      |      |      | 189e | 171e |      |      |      |
| UCI America Tour       |      |      |      |      |      |      |      | 111e | 165e |
| UCI Asia Tour          |      |      |      |      |      |      | 15e  | 144e |      |
| UCI Europe Tour        |      |      |      |      |      |      | 25e  | 199e |      |